# Neoromicia
A Neoromicia az emlősök (Mammalia) osztályának a denevérek (Chiroptera) rendjéhez, ezen belül a kis denevérek (Microchiroptera) alrendjéhez és a simaorrú denevérek (Vespertilionidae) családjához tartozó nem.

## Rendszerezés
A nembe az alábbi 13 faj tartozik:
- Neoromicia brunneus - korábban Eptesicus brunneus
- Neoromicia capensis - korábban Eptesicus capensis
- Neoromicia flavescens - korábban Eptesicus flavescens
- Neoromicia guineensis - korábban Eptesicus guineensis
- Neoromicia helios
- Neoromicia malagasyensis
- Neoromicia matroka
- Neoromicia melckorum - korábban Eptesicus melckorum
- Neoromicia nanus - korábban Pipistrellus nanus
- Neoromicia rendalli - korábban Eptesicus rendalli
- Neoromicia somalicus - korábban Eptesicus somalicus
- Neoromicia tenuipinnis - korábban Eptesicus tenuipinnis
- Neoromicia zuluensis típusfaj - szinonimája: Eptesicus zuluensis